# Granaz Moussavi
Granaz Moussavi (farsi : گراناز موسوی Teheran, 24 de gener 1974) és una poetessa i cineasta australiana d'origen iranià.

## Biografia
Els pares de Granaz Moussavi van treballar en la producció cinematogràfica a Teheran, el 1997 la família va emigrar a Austràlia. Moussavi va completar els seus estudis de cinema, que va començar a Iran, l'any 2002 a la Universitat Flinders amb el curtmetratge A Short Film About Colour.
Va imprimir el seu primer volum de poesia a l'underground iranià el 1996 (Khatkhati Rooye Shab خط خطی روی شب), un segon volum va aparèixer el 2001 (Paberahneh Ta Sobh پابرهنه تا صبح) i un tercer volum el 2003 (Avazhaye Zan e Biejazeh آوازهای زن بی اجازه ). Va produir la pel·lícula semi-autobiogràfica australià-iraniana de 2009 My Teheran for sale a l'Iran. La pel·lícula va caure sota censura a l'Iran l'any 2011, i a Moussavi se li ha prohibit viatjar a l'Iran des de llavors. Moussavi es va doctorar en arts creatives a la Universitat de Western Sydney el 2011 amb una anàlisi de la seva pel·lícula My Teheran for sale. Va ensenyar a la Universitat de Queensland. A Alemanya va ser convidada com a jurat al Festival Internacional de Cinema de Mannheim-Heidelberg el 2011.
El seu volum bilingüe de poesia Songs of a forbidden woman, publicat en traducció alemanya el 2016, conté una selecció dels seus tres primers volums de poesia.

## Filmografia
- 2020 - When Pomegranates Howl[5]
- 2008 - My Tehran for Sale, un llargmetratge (com a escriptor/director/produït per Cyan Films) una selecció oficial del Toronto International Film Festival (set, 2009), guanyador de Independent esperit Inside Film Awards 2009
- 2008 Into Pieces, un videoart.
- 2007 Rats Sleep at Night, un drama curt.
- 2006 - 1001 Nights, documental sobre la poesia persa a l'exili.
- 2005 - Narrative Theatre Workshop, vídeo de cinc hores, Productor: Relationships S.A
- 2004 - Just Tenants of the Earth, un documental de 30 minuts sobre joves refugiats i migrants a Austràlia
- 2004 A Slice Of Teheran Girls, un documental de 30 minuts sobre noies joves a Teheran.
- 2002 A Short Film About Colour, un curtmetratge de ficció de 10 minuts, producció amb honors, Flinders University.
- 2002 Un documental inacabat sobre el centre de detenció de Woomera.
- 2000 A Letter to a Friend, un documental de 8 minuts, Universitat de S.A.
- 1999 The Restroom, un docodrama de 8 minuts, Flinders University.
- 1999 Smoke, un anunci de 27 segons.